# Schloss Puchenau

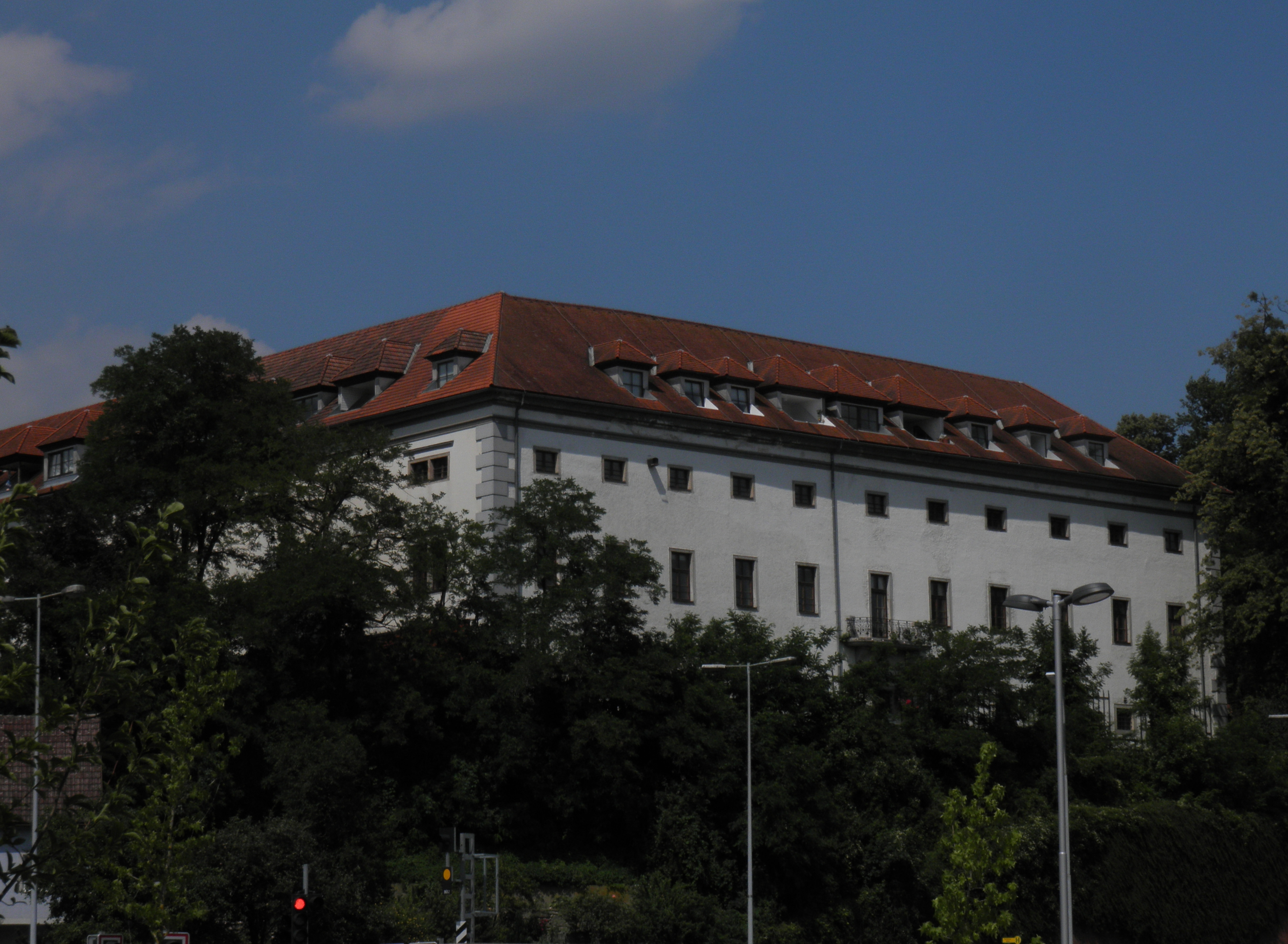
Schloss Puchenau heute

Schloss Puchenau steht in der Gemeinde Puchenau im Bezirk Urfahr-Umgebung in Oberösterreich (Karl-Leitl-Straße 1).

## Geschichte

### Die Anfänge
Das Schloss wurde durch Graf Ernst Christoph Schallenberg als Verwaltungssitz für seine oberösterreichischen Güter erbaut. Als solcher hat Puchenau niemals eine wehrhafte Funktion wahrgenommen. Der Erbauer war durch den Schlossbau wirtschaftlich ruiniert, und so musste er das Schloss und den zugehörigen Meierhof 1693 an den Freiherrn Augustin von Ehrhard (Erhart) verkaufen. Dieser konnte 1695 die Erhebung Puchenaus zu einem adeligen Landsitz erwirken. Über seine Tochter Maria Theresia († 1697 ohne Kinder) kam Puchenau mitsamt der Herrschaft Gallspach 1704 an den Grafen Ehrgott von Khueffstein. Da seine Ehe kinderlos war, kam Puchenau an die Geschwister Lobgott und Maria Franziska von Khueffstein, vermählte Thürheim. Die adeligen Herrschaftsbesitzer betrieben 1713 eine Donauüberfuhr und eine Fergenfahrt (Fähre) nach Linz. Bereits Christoph Ernst von Schallenberg hielt einen Fergen in seinen Diensten. Von Maria Franziska kam der Besitz an die Familie Thürheim.

### Bedeutungsverlust
Joseph Gundaker von Thürheim vereinigte die beiden Herrschaften Puchenau und Hartheim und verlegte Verwaltung sowie Gerichtsort nach Hartheim, was eine Abwertung von Puchheim bedeutete. 1752 verkaufte er Schloss und Meierhof an den Hofwirt und Bräumeister Reichart Arminger. Dadurch wurde Puchenau zu einem Bauerngut und verlor seine früheren Herrschaftsrechte. Das Schloss war seitdem ein relativ ungeliebtes Anhängsel des Meierhofs. Im Österreichischen Erbfolgekrieg und während der Franzosenkriege wurde das Schloss von Bayern und Franzosen besetzt und diente als Lazarett.
In der Folge trat ein häufiger Besitzerwechsel sein. Als weitere Besitzer sind zu nennen: Graf Josef Wenzel von Thürheim (1793), Fürst Georg Adam von Starhemberg (1803), Pfarrer Johann Georg Pühringer, zugleich Pfleger von Helfenberg und Gustav Hartmut (1877–1901). Dessen Tochter Eleonore, verheiratete Krüzner, verkaufte das Schloss an Johann Bill aus Mähren. Diesem folgte Oskar Streit nach. Nach 1920 war Erwin Dubler aus dem Aargau der Besitzer. Dessen Sohn verkaufte Puchenau 1961 an den Ziegeleibesitzer Karl Leitl aus Eferding, der hier 1973 das Verwaltungszentrum der Bauhütte Leitl-Werke einrichtete. Von diesem kam Puchenau in das Eigentum der Immobilienfirma Amisola des Billa-Gründers Karl Wlaschek. Dieser verkaufte Puchenau an die Firmen Sare GmbH und an den Businesspark Schloss Puchenau GmbH. Inhaber beider Firmen sind Ernst Seyr und Rainer Lehner sowie der Schweizer Pensionsfonds.

### Heutige Nutzung
Das Schloss wurde nach 2009 grundlegend renoviert und umgestaltet. Dabei wurden im Gebäude Wohnungen und Gewerbeflächen geschaffen. Zudem befindet sich im Schloss der Trausaal der Gemeinde Puchenau, der auch für weitere kulturelle Zwecke genutzt werden kann.

## Beschreibung
Das Schloss liegt oberhalb des Ortes Puchenau auf der Donauleiten. Es ist ein relativ schmuckloser und wuchtiger Bau, der mit den dazugehörenden Wirtschaftsgebäuden einen unechten Vierkanter bildet. Das Schloss ist eine dreigeschoßige Anlage. Diese kann man durch eine prächtige, aus Hausteinen errichtete Toreinfahrt betreten.
Im Schlosspark findet man eine spätbarocke, im Wiener Kunsthandel 1973 erworbene Brunnenanlage unbekannter Provenienz mit einer männlichen und einer weiblichen Flussallegorie. Im Erdgeschoß ist eine Marmortafel mit folgender Aufschrift angebracht:

„CXC CIC. XXIV. FLOS. HORT ET VALLIS ROSAR. AMOR ET LVBENTIAR MUSIS CONSECRAT GENTIALIB. Georg Christ. de Shallnperg et posterit Sub Floret Sapientae 1619 Übersetzung: Der Wunschblume und dem Tal der Freuden und der Liebe, den Musen hochzeitlicher Vergnügungen geweiht. Georg Christoph von Schallenberg und seine Nachkommenschaft erblühe in Weisheit“

Ursprüngliche Teile der Anlage (Stallungen) sind durch Brände zerstört und nicht mehr aufgebaut worden.

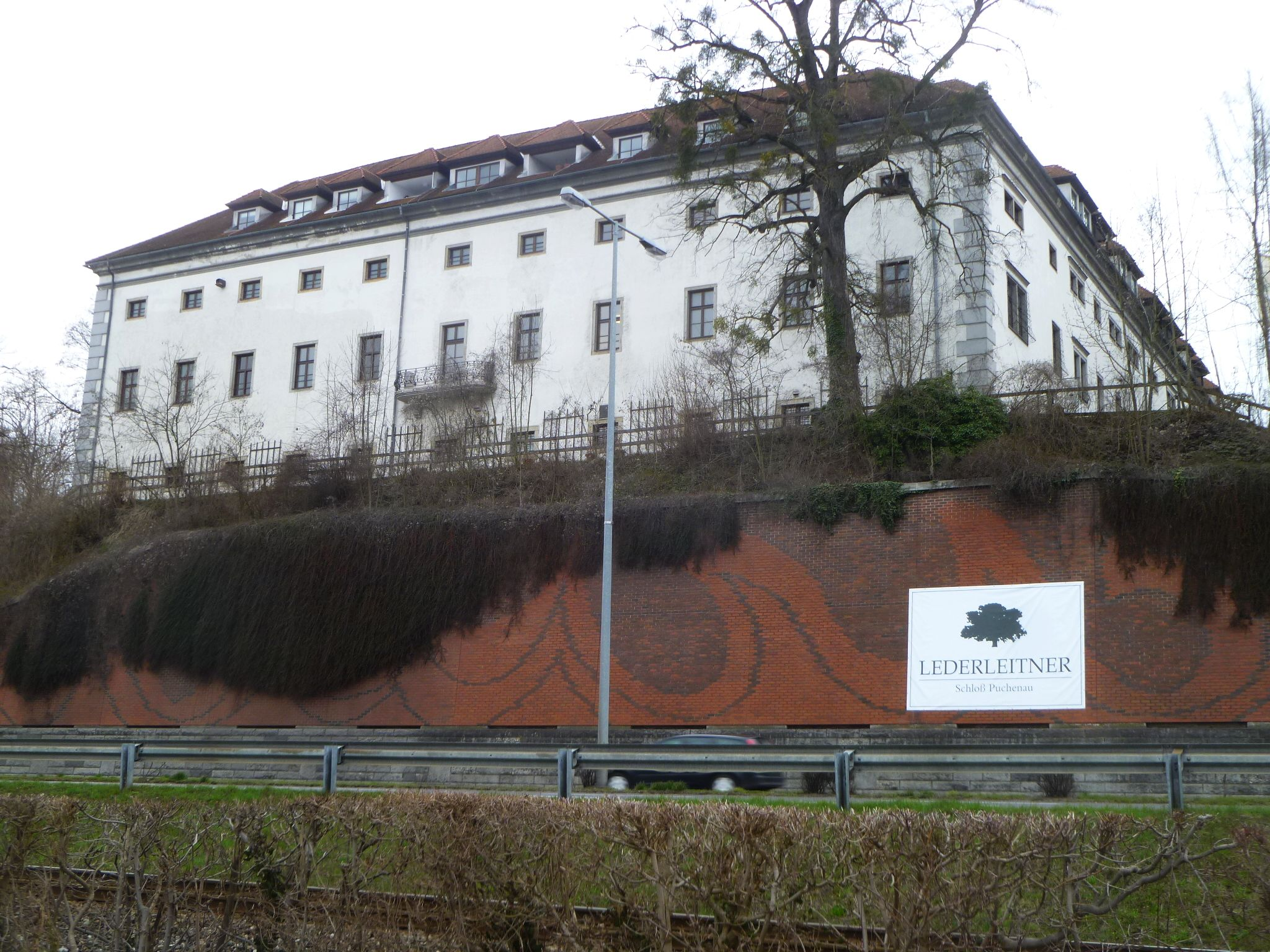
Schloss Puchenau von der Donauuferstraße aus
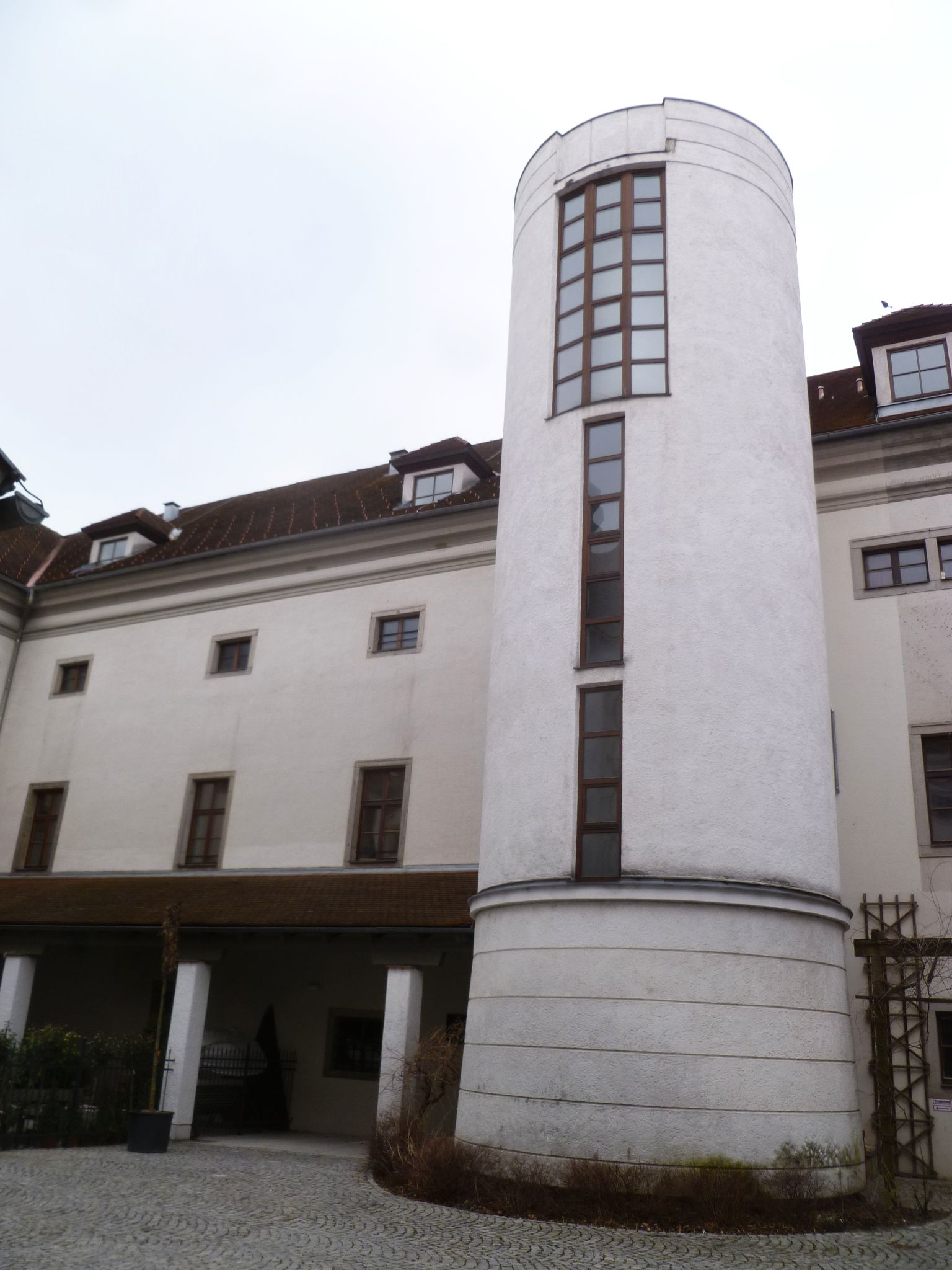
Innenhof
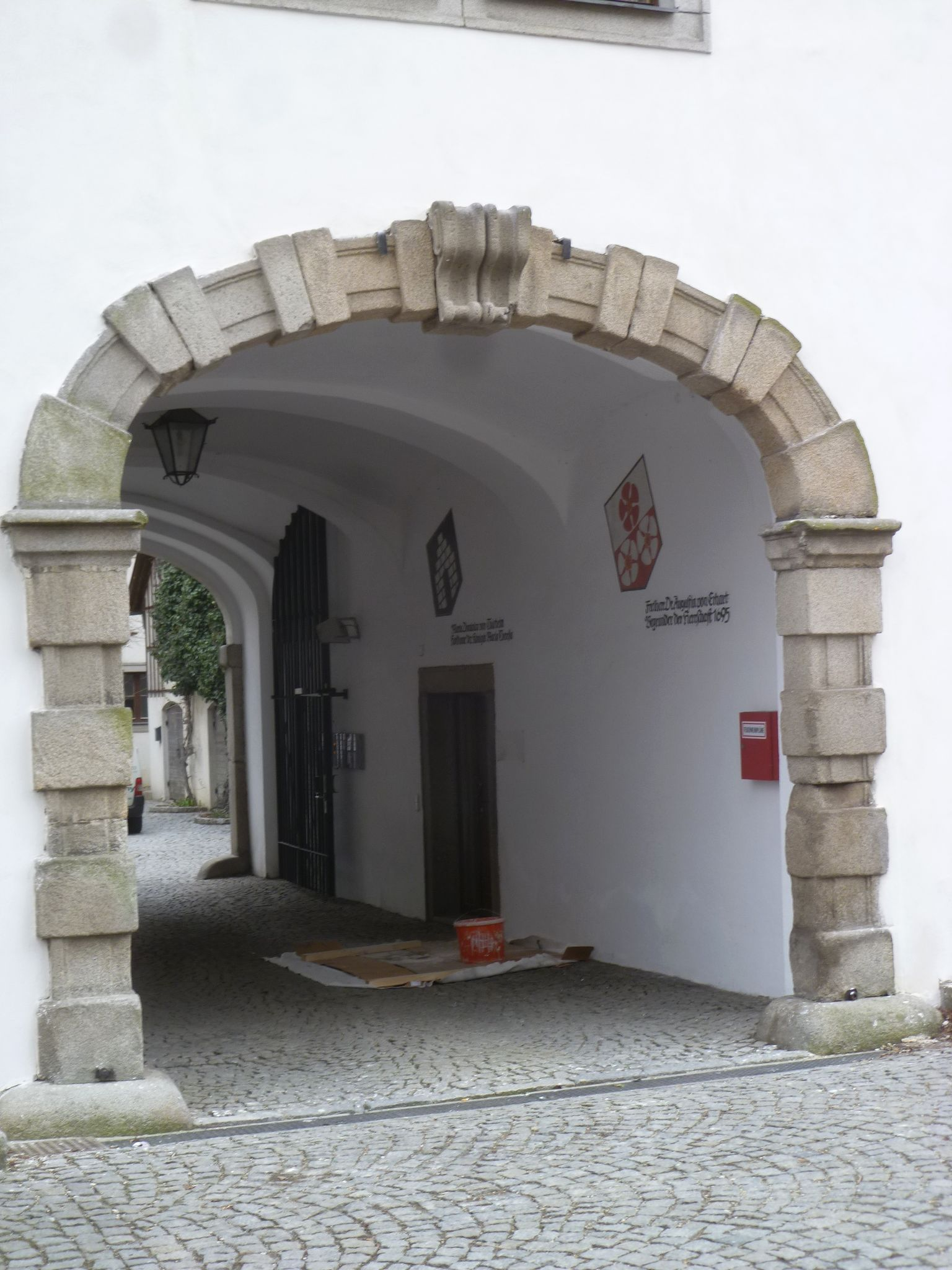
Portal zum Innenhof
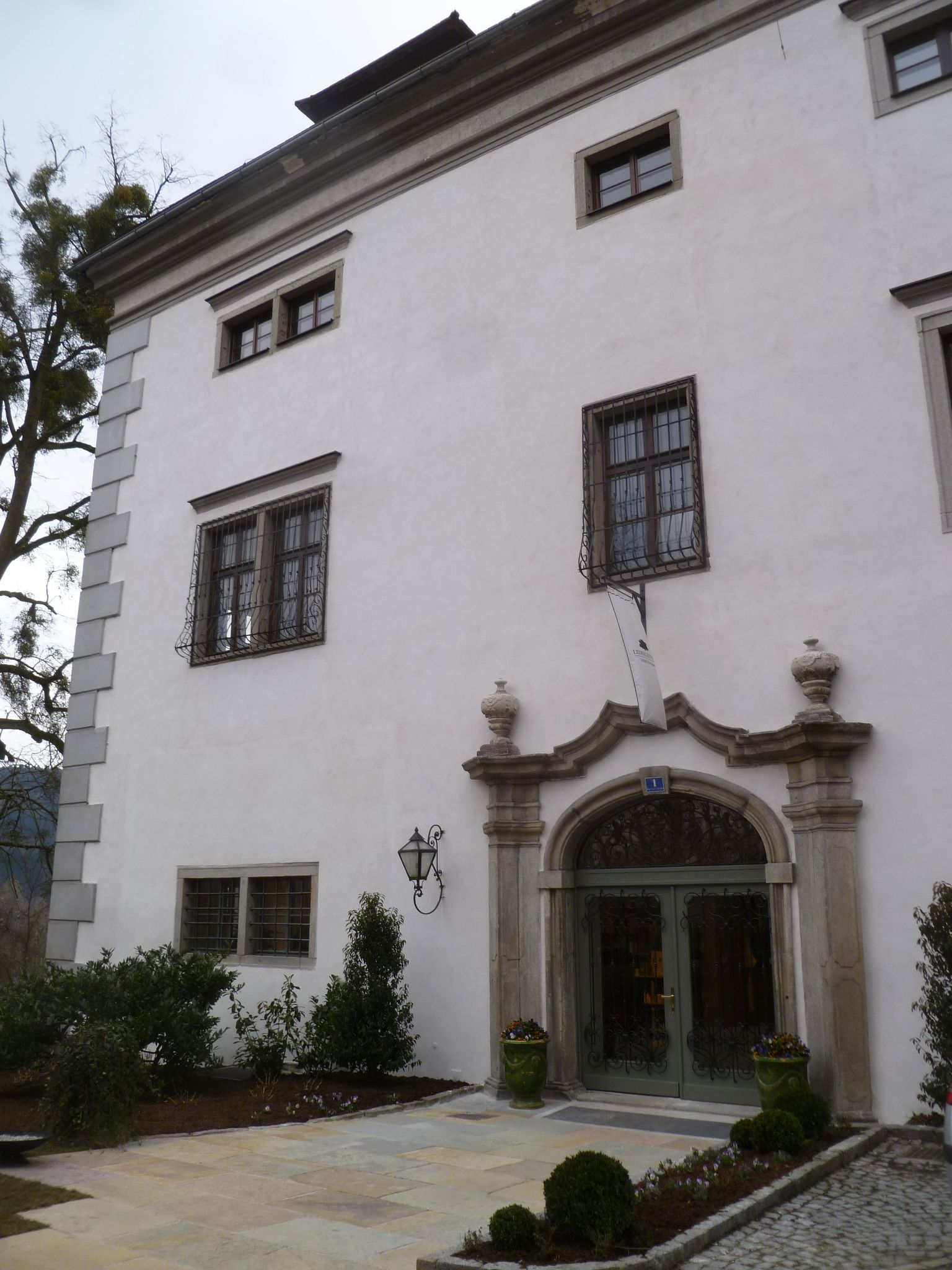
Eingangstür